# Citoyens du monde (film)
Pour les articles homonymes, voir Citoyen du monde.
Pour plus de détails, voir Fiche technique et Distribution.
Citoyens du monde (Lontano lontano) est une comédie dramatique italienne réalisée par Gianni Di Gregorio et sortie en 2019.

## Synopsis
Giorgetto, retraité romain touchant une retraite très modeste, a bien du mal à boucler ses fins de mois. Son ami, ancien professeur de latin, est dans une situation assez similaire. Tous deux se mettent à rêver de quitter l'Italie pour s'installer dans un pays avec un coût de la vie plus bas où ils pourraient vivre plus confortablement. 
Ils rencontrent un brocanteur, Attilio, qui, séduit par l'idée, les amène consulter un de ses clients. Celui-ci, après avoir envisagé plusieurs options, leur conseille d'aller s'installer dans les Açores. 
Ils commencent à préparer leur départ, commencent des démarches administratives, retirent leurs économies, prennent des leçons de portugais. Abu, jeune immigré malien qui rêve de rejoindre son frère au Canada, leur donne occasionnellement un coup de main. 
Finalement, Attilio et le professeur se rendent compte qu'ils n'ont pas vraiment envie de partir. Ils décident que la cagnotte qu'ils avaient constituée pour leur voyage sera plus utile à Abu.

## Fiche technique
- Titre français : Citoyens du monde[1]
- Titre original : Lontano lontano
- Réalisation : Gianni Di Gregorio
- Scénario : Gianni Di Gregorio et Marco Pettenello
- Décors :
- Costumes : Gaia Calderone
- Photographie : Gogò Bianchi
- Montage : Marco Spoletini
- Musique :
- Producteur : Angelo Barbagallo
  - Producteur délégué : Maria Panicucci
- Société de production : Bibi Films, Rai Cinema et Le Pacte
- Sociétés de distribution : Le Pacte
- Pays d'origine :  Italie
- Langue originale : italien
- Format : couleur
- Genre : comédie dramatique
- Durée : 91 minutes
- Dates de sortie :
  - Italie :
    - 27 novembre 2019 (Turin)
    - 20 février 2020 (en salles)

  - France : 
    - 26 juin 2020 (sur Internet)
    - 26 août 2020 (en salles)

## Distribution
- Gianni Di Gregorio : le professeur
- Ennio Fantastichini : Attilio
- Giorgio Colangeli : Giorgetto
- Alessandro Bernardini : Otello
- Alberto Buccolini : l'édenté
- Marco Caldoro : l'employé
- Riccardo Ciancarelli : le barista
- Michelangelo Ciminale : Scolozzi
- Salih Saadin Khalid : Abu
- Roberto Herlitzka : Professeur Feldmann
- Galatea Ranzi : cliente dans le bar
- Andrea Sartoretti (it)
- Daphne Scoccia : Fiorella

## Production

### Genèse
C'est Matteo Garrone qui a suggéré au réalisateur de faire un film sur les retraités italiens,.

### Tournage
Le film a été tourné à Rome pendant l'été 2018.

### Choix du titre italien
Gianni di Gregorio voulait que le film s'appelle Cittadini del mondo, mais le distributeur italien a préféré le titre Lontano lontano. 

## Autour du film
Salih Saadin Khalid, qui joue le rôle d'Abu, n'est pas un acteur professionnel, mais un migrant qui a pu utiliser l'argent gagné pendant le tournage pour quitter l'Italie et rejoindre sa famille au Canada.

## Distinction
- David di Donatello 2021 : Meilleur scénario adapté

### Revue de presse
- Grégory Valens, « Citoyens du monde », Positif no 715, Institut Lumière-Actes Sud, Paris, septembre 2020, p. 44,  (ISSN 0048-4911).